# Antoine Redier (écrivain)
Antoine Redier, né le 7 juillet 1873 à Meudon et mort le 27 juillet 1955 à Hauteville-sur-Mer, est un écrivain, essayiste, romancier et journaliste français et catholique.
On lui doit de nombreux romans tels que Méditations dans la tranchée ou la Guerre des femmes, tous deux couronnés par l'Académie française. Il fit partie du monde de l'édition, éditeur dans la petite maison d'édition d'Alexis Redier, et dirigea longtemps une revue littéraire hebdomadaire parisienne, La Revue française, de 1908 à sa disparition vers 1933. Il eut une activité politique dans les années 1900 et 1920 : il milita pour la droite catholique avant la Première Guerre mondiale puis au sein de l'extrême droite nationaliste après.

## Biographie

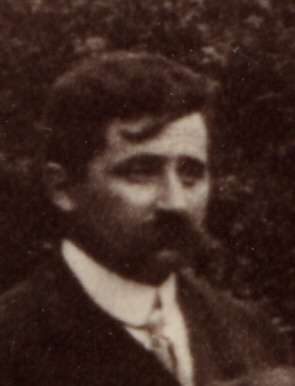
Antoine Redier.

Antoine-Jean-Louis Redier est né à Meudon en 1873. Il est l'aîné des huit enfants de Jean Redier (fils de l'horloger et inventeur Antoine Redier) et d'Anne née Thubert, son épouse.
Redier s'engage tout d'abord à l'Action libérale populaire (ALP), un parti républicain mais clérical, voué à la défense des intérêts et des valeurs de l’Église catholique. En 1906, alors qu'il dirige à Guéret Le Messager de la Creuse tout en collaborant au Correspondant, il se présente aux élections législatives : avec 2 380 voix, il arrive en troisième position derrière les radicaux rivaux Berton (2 911 voix) et Defumade (17.057). En mai 1908, il est élu conseiller municipal de Guéret. Invalidé, il est réélu au mois de septembre suivant. 
De retour à Paris en 1908, il prend la direction d'une revue littéraire, La Revue française. C'est une revue de droite s'adressant à la bourgeoisie catholique, fondée trois ans plus tôt par Louis Dausset, ancien secrétaire général de la Ligue de la patrie française.
Ayant pris part à la Première Guerre mondiale comme lieutenant d'infanterie de réserve affecté au service d'information rattaché au Grand quartier général, il est décoré de la Légion d'honneur en 1919 et de la croix de guerre.
La Revue française qu'il dirige reparait après la Première Guerre mondiale, en 1921. Il y publie une chronique, intitulée Courrier de Paris. 
Membre du comité de l'Association des écrivains combattants et du comité directeur de la Ligue des chefs de section de Binet-Valmer, président d'une section parisienne de la Ligue des patriotes, il tente de créer avec Pierre Fournier une autre association de vétérans en 1922. Intitulée « Légion des combattants français », elle est conçue comme un « organe de représentation » des anciens combattants, notamment auprès de ses homologues de l'American Legion et de la British Legion. Cette « Légion française », qui prétend regrouper l'ensemble des organisations d'anciens combattants, dont l'Union nationale des combattants (UNC) et l'Union fédérale des mutilés (UF), est cependant âprement critiquée par le dirigeant de cette dernière fédération, Henri Pichot, qui y voit plutôt une nouvelle cause de divisions.
Catholique et conservateur, Redier manifeste des opinions antimaçonniques. Selon Roger Mennevée, il aurait notamment fait partie d'un « comité d'études des questions maçonniques » actif à la veille des élections législatives de 1924, aux côtés de personnalités de droite telles que l'abbé Bergey, le général de Castelnau, Louis Guibal, le comte Jean de Leusse, Jacques Marcellot, le docteur Oberkirch, Henry Reverdy et le comte Édouard de Warren.
Au lendemain de la victoire du Cartel des gauches, il fonde en juillet ou août 1924, avec d'autres anciens combattants et dirige une ligue politique nationaliste, anticommuniste et antiparlementaire, La Légion, que des historiens notamment anglo-saxons, considèrent comme la première organisation fasciste française. Son petit mouvement fusionne le premier juillet 1925 avec les Jeunesses patriotes. Il devient vice-président de cette ligue dirigée par le député Pierre Taittinger mais il rejoint Le Faisceau de Georges Valois, du fait notamment de son antiparlementarisme intransigeant et quitte les JP au bout de quelques mois. 
Des membres de la Jeune Droite maurrassienne collaborent à La Revue française dans ses dernières années, au début des années 1930. Jean Maxence est alors le rédacteur en chef depuis 1930. Thierry Maulnier et Robert Brasillach y collaborent. La revue est possédée par l'éditeur Alexis Redier, fils d'Antoine (éditions de la Librairie de la revue française).
En 1934, Antoine Redier épouse sa seconde femme - la première est morte en 1932 à 49 ans - , Marie-Léonie Vanhoutte, héroïne de guerre décorée de la Légion d'honneur qu'il avait évoquée dix ans plus tôt, aux côtés de Louise de Bettignies, dans La Guerre des femmes,.

### La Légion
Opposée au Cartel, son objet est de « rassembler pour une action politique, sous la direction d'anciens combattants de la guerre de 1914, toux ceux qui veulent que la France recueille les fruits de sa victoire ». Visant ouvertement la conquête du pouvoir, elle prône la « fermeté à l'extérieur », une « politique d'économies et de prévoyance [...] sans doute incompatible avec nos mœurs parlementaires », le rétablissement de la religion « au rang qui lui revient dans une société ordonnée » ainsi qu'une « rénovation familiale » sous l'autorité des chefs de famille.
Patriarcale, nationaliste, antiparlementaire et conservatrice, la Légion se situe ainsi clairement à l'extrême droite, mais sa référence au fascisme italien est ambiguë. En effet, si Redier avoue vouloir « faire le faisceau des nationaux », il nuance aussitôt cette expression : « Nous sommes [...] en France, pas en Italie ».
Cette nouvelle ligue, dont l'organisation est entourée de mystère, est surtout présente en Savoie, en Bretagne et dans la région lyonnaise, ses effectifs étant estimés à 10 000 adhérents. Son journal, édité par Redier, est une feuille hebdomadaire intitulée Le Rassemblement.
Le 1er juillet 1925, à la suite de la fusillade de la rue Damrémont au cours de laquelle plusieurs ligueurs nationalistes ont été tués par des militants communistes, la Légion fusionne avec une organisation mieux implantée à Paris, les Jeunesses patriotes (JP). Le délégué général des JP, André de Neufville-Gounelle, devient également celui de la Légion. 
Redier est à la fois le principal orateur de la Légion et, de l’été à l’hiver 1925, un des principaux orateurs des JP, prenant la parole dans plusieurs réunions politiques à Paris et en province.
Mais le vice-président Redier et plusieurs de ses partisans (comme Guéguen, de Rouen, ou Auguste Lajonchère, de Lyon) entrent bientôt en désaccord avec le président, Taittinger, qu'ils jugent trop modéré. En décembre de la même année, ils quittent donc les JP pour rejoindre le Faisceau de Georges Valois. Redier met en avant le fait que Taittinger est un parlementaire pour expliquer sa démission. Il a en fait été expulsé des JP car il voulait rapprocher les JP du Faisceau de Valois. Cela s'inscrit dans un contexte de lutte entre les ligues nationalistes pour attirer les militants les plus activistes. Le 15 décembre 1925, Taittinger officialise l’exclusion de Redier,.

## Principaux écrits
- Méditations dans la tranchée Couronné du prix Montyon par l'Académie française, 1916
- Pierrette, Roman, 1917
- Le Mariage de Lison, Roman, 1918
- Le Capitaine, Dialogue sur le commandement, 1919
- Léone, Roman, 1920
- La Guerre des femmes, Histoire de Louise de Bettignies et de Léonie Vanhoutte épouse d'Antoine Rédier[30], couronné du prix Jules-Davaine par l'Académie Française en 1926 et dont sera tiré le film Sœurs d'armes de Léon Poirier en 1937
- Comme disait M. de Tocqueville, essai, 1925 [lire en ligne]
- La Vraie Vie de St Vincent de Paul, Grasset, 1926
- Mes garçons et vos filles, discussion sur l'éducation, 1927 chez Grasset
- Zita, Princesse de la Paix L'histoire de Zita de Bourbon Parme, librairie de la Revue Française, 1931
- Ce que l'on appelle le monde, essai sur les mœurs du temps présent, 1932
- L'Évêque des Anthropophages Vie de Mgr Augouard, 1933
- La Tragédie du Danube, 1935
- L'Angoisse des filles, roman, Plon, 1935
- Hélène Boucher, jeune fille française, éd. Flammarion, 1935, préface du général Victor Denain, ministre de l'Air, 246 p.
- Les Allemands dans nos maisons, 1937, Flammarion
- Les Aumôniers militaires français. Les prêtres chez les soldats depuis Tolbiac. Flammarion, 1940
- Les Cadets de Saumur éditeur Emmanuel Vitte